# Abdoulaye Wade
Pour les articles homonymes, voir Wade.
Abdoulaye Wade (), né le 29 mai 1926 à Kébémer au Sénégal, est un homme d'État sénégalais, président de la république du Sénégal du 1er avril 2000 au 2 avril 2012.
Dirigeant du Parti démocratique sénégalais (PDS), il est candidat aux élections présidentielles de 1978, 1983, 1988, 1993, et 2000, qu'il remporte face au président sortant Abdou Diouf. Durant son premier mandat, il modifie la Constitution et établit le quinquennat en 2001. Réélu pour un mandat de cinq ans lors de l'élection présidentielle de 2007, il rétablit le septennat en 2008. De nouveau candidat pour un troisième mandat pour l'élection présidentielle de 2012, il est battu par son ancien Premier ministre Macky Sall, devenant son principal opposant. Il détient un record de participation aux élections présidentielles successives dans son pays, en étant sept fois candidat à la présidence consécutivement.

## Biographie

### Jeunesse, études et début de carrière professionnelle
Abdoulaye Wade naît le 29 mai 1926 à Kébémer au Sénégal. Son père et son oncle ont servi dans les tirailleurs sénégalais durant les combats de la Première Guerre mondiale en France. Son père meurt en 1984 à l'âge de 99 ans. Abdoulaye Wade met en avant la longévité de son père pour sa propre carrière politique.
En 1947, Abdoulaye Wade obtient le diplôme de fin d'études à l'École normale William-Ponty à Sébikotane, un institut colonial dans lequel étaient formés les cadres de l'administration de l'Afrique de l'Ouest,.
Entre 1951 et 1952, il suit un cursus mathématique en France (mathématiques élémentaires et supérieures au lycée Condorcet, Paris 9e).
De 1952 à 1957, il étudie à la faculté des Sciences, puis à la faculté des Lettres et enfin à l'École libre de Droit de Besançon. Il est ensuite avocat stagiaire au Barreau de Besançon.
Il est titulaire d'un doctorat en droit et sciences économiques de l'université de Grenoble. Soutenue en 1959, sa thèse s'intitule Économie de l'Ouest africain : unité et croissance. Après un stage de deux ans, il retourne au Sénégal pour plaider au barreau de Dakar et enseigner à l'université Cheikh-Anta-Diop.
En mai 1963, il défend le président du Conseil du Sénégal, Mamadou Dia, et quatre autres ministres, Valdiodio N'diaye, Ibrahima Sar, Joseph Mbaye et Alioune Tall, dans le cadre du procès de la crise politique de décembre 1962. Les cinq hommes sont accusés de « tentative de coup d'État » par Léopold Sédar Senghor. La défense est aussi assurée par Robert Badinter. À l'issue du procès, Mamadou Dia est condamné à perpétuité.

### Opposant politique
En 1973, Abdoulaye Wade occupe les fonctions de responsable local au sein de l'Union progressiste sénégalaise[réf. nécessaire]. L'année suivante, il forme avec Alioune Badara Niang, le Parti démocratique sénégalais (PDS) avant d'être élu à l'Assemblée nationale.[Quand ?]
Il se présente sans succès aux élections présidentielles de 1978, 1983, 1988 et 1993.
D'avril 1991 à octobre 1992, il est ministre d'État auprès du président de la république du Sénégal Abdou Diouf dans le gouvernement d'union nationale. De 1995 à 1997, il retrouve le poste de ministre d'État auprès du président de la république du Sénégal dans le gouvernement de Habib Thiam.
Le 15 mai 1993, Abdoulaye Wade et trois membres de son parti sont arrêtés, soupçonnés d'avoir commandité l'assassinat de Me Babacar Sèye, alors vice-président du Conseil constitutionnel qui est chargé de la proclamation des résultats de l'élection législative de février 1993. Ils sont relâchés trois jours plus tard par manque de preuves. Un ouvrage, Affaire Me Sèye : un meurtre sur commande, dans lequel le journaliste sénégalais Abdou Latif Coulibaly traite de ces accusations a été censuré au Sénégal. En février 2002, Wade accorde la grâce aux trois meurtriers de Me Sèye et est soupçonné d'avoir indemnisé la famille de ce dernier.

### Président de la République

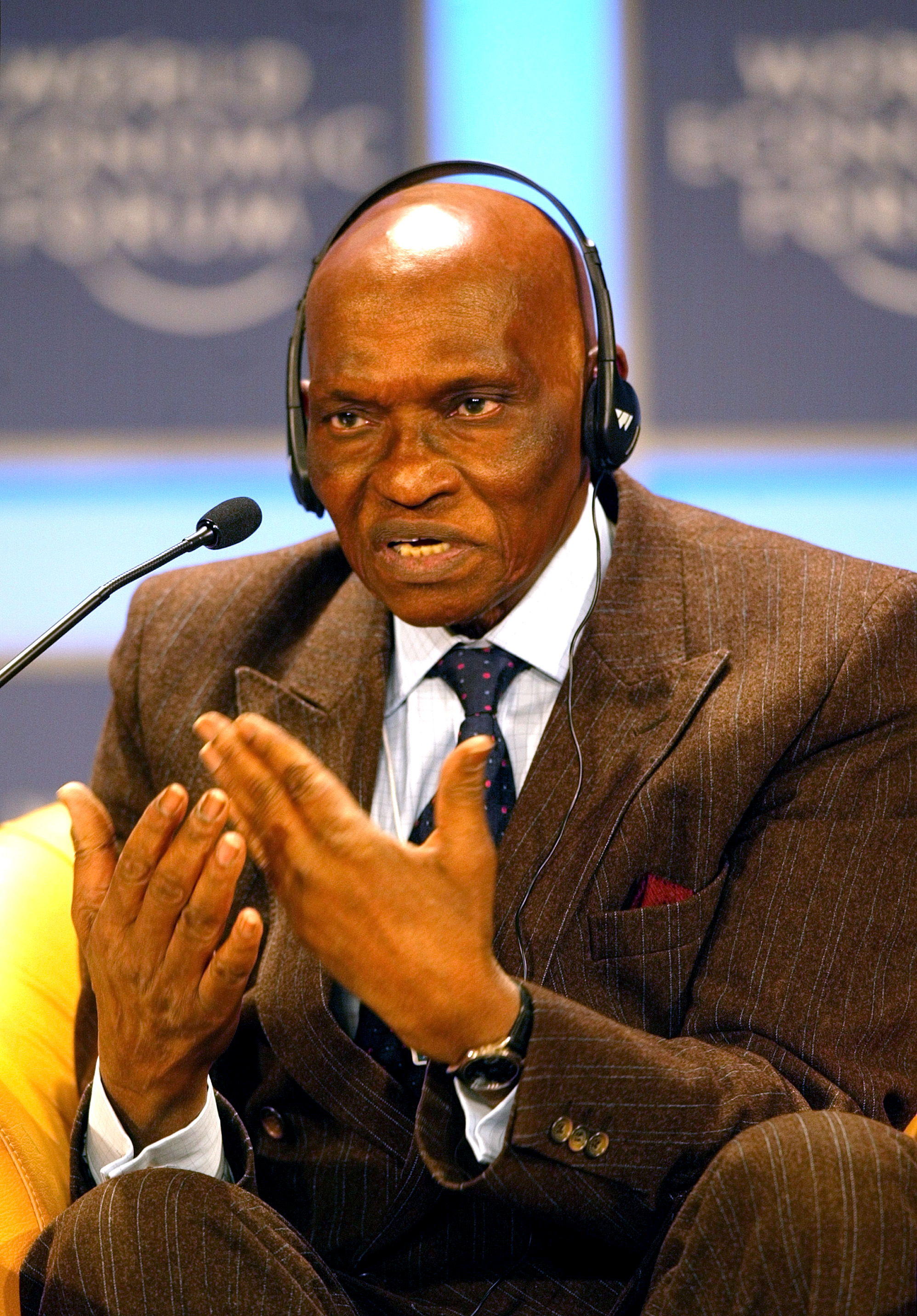
Abdoulaye Wade en 2002.

Après avoir fait planer le doute, Abdoulaye Wade déclare sa candidature pour l'élection présidentielle. Orateur doué et fin tacticien, il mène pour l'élection présidentielle de 2000, une campagne sous le slogan du « Sopi » (« changement » en wolof) et parvient à mettre en ballotage le président sortant, Abdou Diouf, avec 31 % des suffrages au premier tour contre 41,3 %. Grâce notamment au soutien des autres candidats défaits, il obtient 58,1 % au second tour du scrutin, mettant fin à quarante ans de pouvoir socialiste au Sénégal. Son directeur de campagne, Idrissa Seck, devient Premier ministre en 2002. Le 1er avril 2000, Abdoulaye Wade est investi président de la république du Sénégal. Cette victoire marque la première alternance à la tête du pays : pour la première fois, les Sénégalais élisent un président qui n'est pas du Parti socialiste. Lors de l'élection présidentielle du 25 février 2007, Wade est réélu, dès le premier tour, face à quatorze candidats, avec 55,79 % des voix.
Jusqu'à la victoire du PDS allié à l'alliance de Moustapha Niasse aux législatives de 2001, Wade doit cohabiter avec une Assemblée nationale socialiste dont Abdourahim Agne est le président du groupe parlementaire.

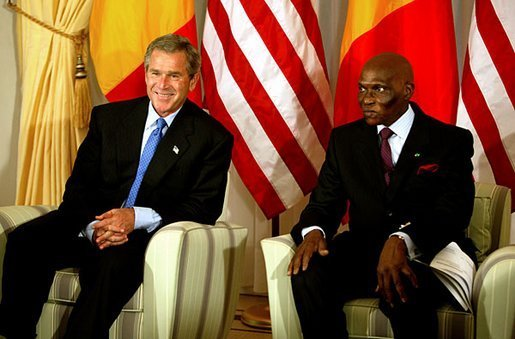
Abdoulaye Wade et le président George W. Bush le 8 juillet 2003.

Durant ses deux mandats, il lance la construction de plusieurs centaines d'écoles, fait passer le nombre de collèges de 220 en 2000 à 749, et celui des lycées de 48 à 134 sur la même période, le budget de l'Éducation a quadruplé. Mais en 2009, le taux d'achèvement est toujours resté l'un des plus bas du continent (60 %) et le bénévolat ne permet pas de produire un enseignement généralisé de qualité selon le Bureau de la coordination des affaires humanitaires de l'ONU. Il lance de grands travaux pour moderniser le pays, tels que la corniche à Dakar et ses hôtels de luxe, le réaménagement du port de Dakar, la construction de l'aéroport international Blaise-Diagne et de l'autoroute, le développement du réseau routier secondaire, l'électrification des campagnes. En juin 2011 pourtant, le Sénégal connaît de grandes émeutes du fait des coupures de courant répétées : le bâtiment de la société nationale d'électricité (Sénélec) est incendié, entre autres dégâts.
La politique de santé se traduit par la création de dispensaires, le doublement du nombre d'hôpitaux, l'ouverture de 18 centres médicaux, l'amélioration des conditions d'accès à l'eau potable et la baisse de la mortalité infantile. Il développe une grande politique agricole, la Grande offensive agricole pour la nourriture et l'abondance (Goana) qui n'obtient pas les bénéfices escomptés, malgré les nombreuses terres cultivables disponibles , et les pénuries d'eau remettent en question les efforts liés au développement des infrastructures,.

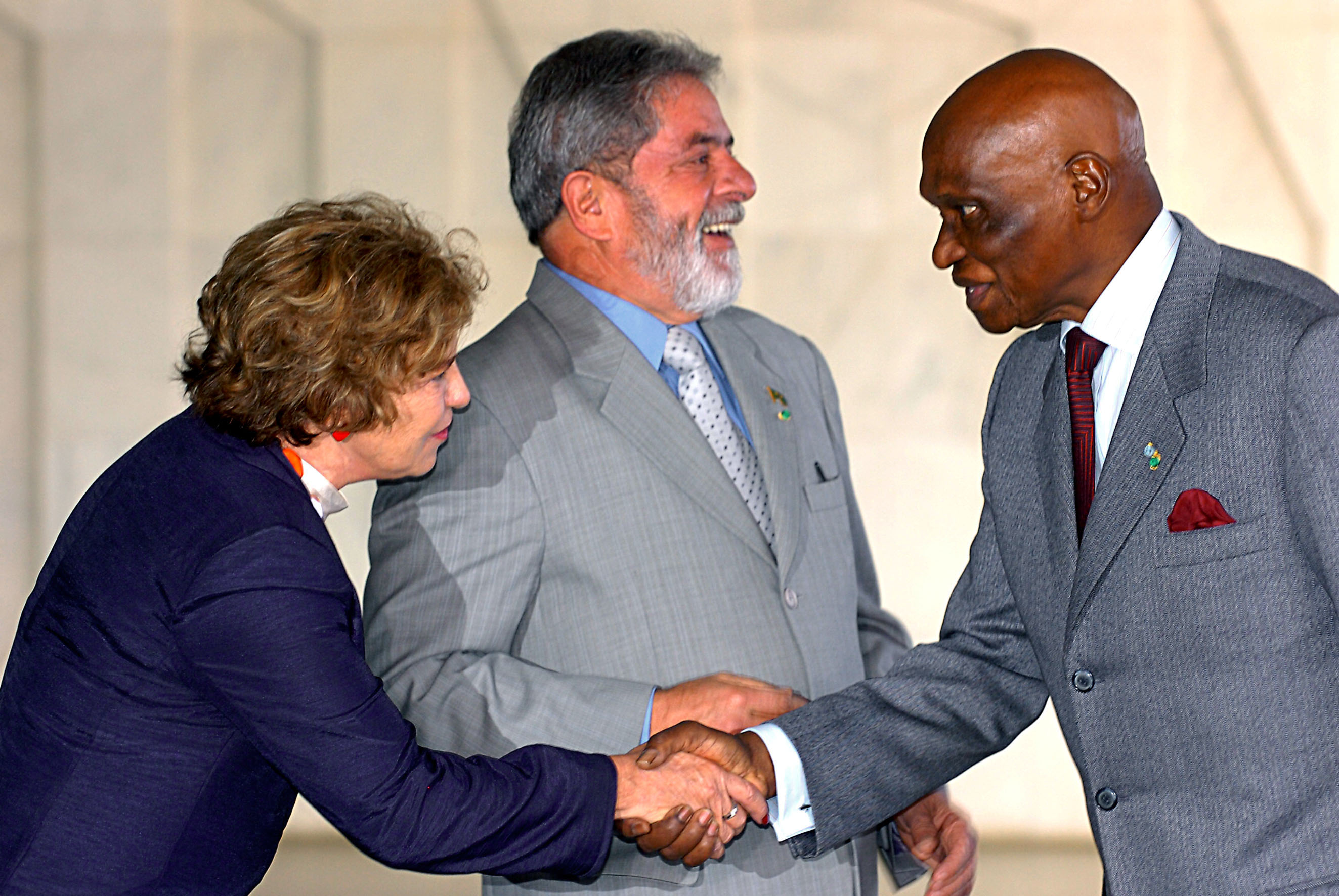
Rencontre entre Abdoulaye Wade et le président brésilien, Lula da Silva (en 2003).

Entre 2000 et 2010, il relève la situation économique du pays avec un taux de croissance (+ 4 %) supérieur à celui des années 1990, une inflation contenue et des ressources de l'État en augmentation. Mais elle se détériore au début de son quinquennat avec en 2008 une dette publique qui atteint 21,4 %, une croissance de 2,5 %, contre 4,3 % en moyenne pondérée sur les dernières années, et un chômage qui ne baisse pas, atteignant 47 % de la population active, plaçant le revenu de 54 % des Sénégalais sous le seuil de pauvreté. Le pays conserve sa quatrième place dans les économies d'Afrique de l'Ouest, malgré la perte d'attrait de la Côte d'Ivoire du fait des troubles intérieurs, et l'afflux de l'aide internationale qui équivaut à plus de 10 % du PIB sénégalais.
Des troubles liés à la « vie chère » naissent en 2008, alors que le FMI note que « le choc engendré par l'augmentation des prix des aliments et de l'énergie a eu un impact sur la balance des paiements qui représentait 5¼ % du PIB en 2008 » ; les problèmes sont aggravés par les retards de paiement du secteur public.
Il échoue à pacifier la Casamance aux aspirations sécessionnistes, en négociant officieusement avec une partie du mouvement indépendantiste sans aide des pays voisins.
Décrit comme mégalomane et machiavélique, cherchant à rester dans l'Histoire mais aussi au pouvoir, il est soupçonné de couvrir la corruption de sa famille et de ses proches et alimente progressivement par sa gestion du pouvoir les craintes,.
Ainsi, en 2000, une de ses premières décisions est de dissoudre le Conseil économique et social et le Sénat, en le justifiant par des raisons d'économies et leur inutilité, mais il leur redonne vie en mai 2007, en choisissant lui-même les 65 sénateurs. Il modifie plusieurs fois la constitution sans aucune consultation ni validation des chambres parlementaires, établissant le quinquennat en 2001 et rétablissant le septennat en 2008.
Après quarante ans de pouvoir socialiste, le paysage politique est devenu instable sous sa présidence, avec de nombreuses allées et venues entre les partis politiques du fait d'une gestion solitaire du pouvoir. Il nomme six Premiers ministres, quatre présidents de l'Assemblée nationale, trois chefs d'état-major généraux des armées et plus d'une centaine de ministres, dont certains ne sont restés en poste que quelques mois. Le président Wade a promu plus de généraux en sept ans qu'Abdou Diouf et Senghor en 40 ans. Des traditions ont été rompues en nommant un commandant des pompiers au grade de général, un chef d'état-major particulier du président de la République issu de la gendarmerie, un général nommé à l'intendance.

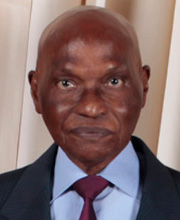
Abdoulaye Wade en 2009.

Il est l'inspirateur de la Journée du tirailleur : « Cela fait partie de notre histoire. Malheureusement, on avait tendance à les oublier (...) Pour faire connaître cette histoire, j'ai eu l'idée de lancer une Journée du tirailleur sénégalais afin d'expliquer chaque année la participation des soldats africains à la libération de la France (...) J'ai donc consulté autour de moi, notamment le président Chirac, qui s'est dit enchanté ». L'érection du monument de la Renaissance africaine, inauguré en avril 2010, ignoré par les touristes et critiqué pour son coût pharaonique, son financement opaque, la participation du régime autocratique de la Corée du Nord, est désigné comme un symbole de sa mégalomanie.

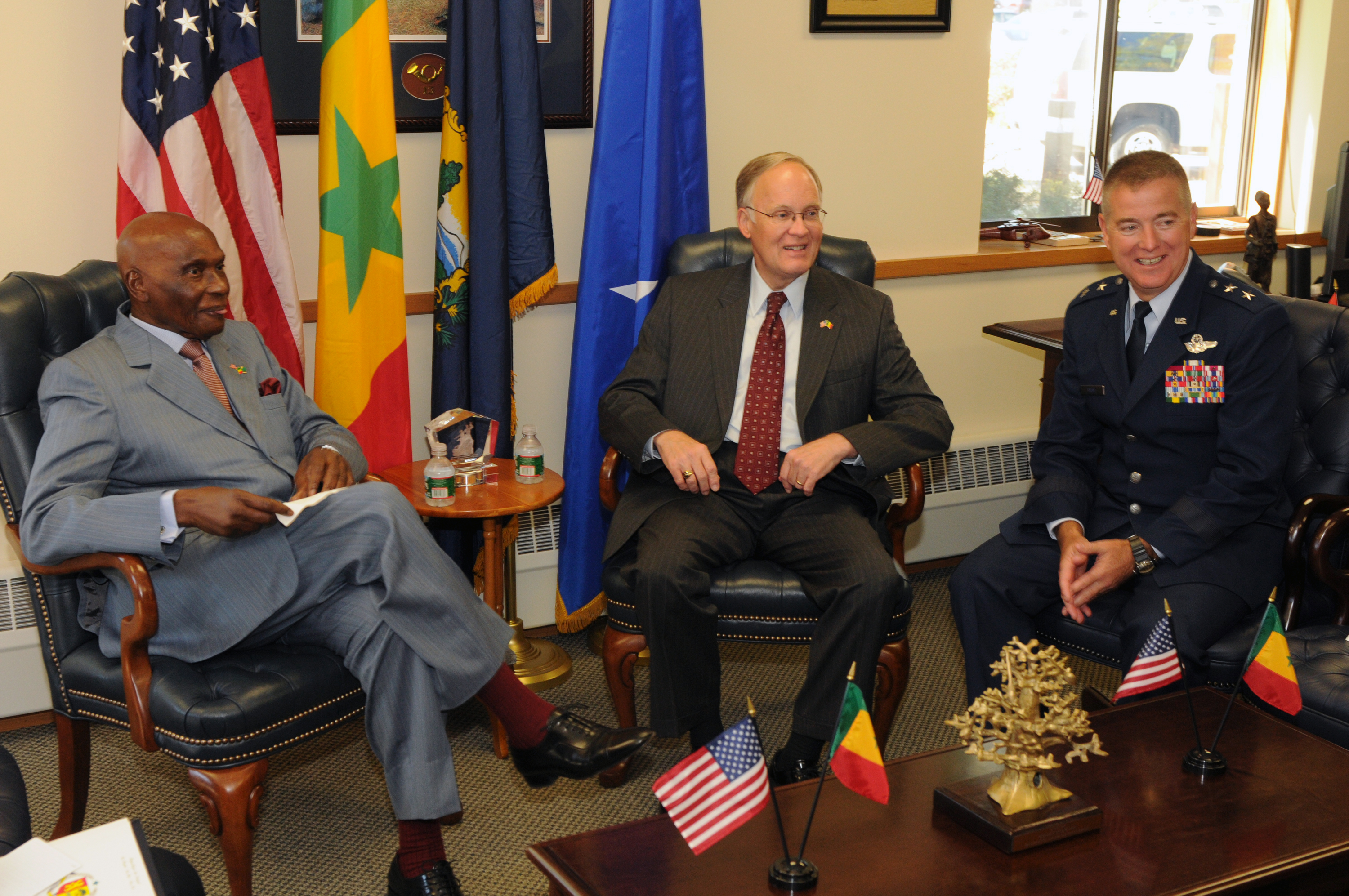
Abdoulaye Wade (à gauche) en 2010.

Les principaux cadres du parti au pouvoir, le PDS, ont été progressivement écartés (Idrissa Seck, Macky Sall, Aminata Tall…) alors que la question de la future succession d'Abdoulaye Wade, réélu à 80 ans, se pose. Quand, dans une atmosphère de fin de règne, il propose une modification du scrutin présidentiel afin de permettre l'élection d'un « ticket » (président et vice-président) à la tête de l'exécutif avec seulement 25 % des voix au premier tour,, Abdoulaye Wade est soupçonné de chercher à se maintenir au pouvoir et à attribuer la fonction de vice-président à son fils Karim qui lui succéderait automatiquement s'il venait à quitter la tête du pays. En 2014, Antoine Glaser publie le livre AfricaFrance, dans lequel il revient sur les relations qu'entretient Abdoulaye Wade avec la France, et son supposé comportement considéré comme celui « d'un autre temps », en voulant que Paris fasse pression pour que son fils prenne le pouvoir. Devant les violentes manifestations qui éclatent en juin 2011, principalement à Dakar, Abdoulaye Wade renonce à son projet.
Les magistrats se plaignent d'un usage politique de la justice, et on assiste sous le régime de Wade à un recul des libertés individuelles : journalistes emprisonnés, manifestations réprimées, gardes à vue et convocations fréquentes devant les tribunaux. Il lui est aussi reproché de favoriser sa confrérie religieuse, celle des mourides, au détriment d'une stabilité religieuse qui faisait la réputation du Sénégal.
Au niveau international, il s'appuie sur des nouveaux partenaires économiques au Moyen-Orient et en Asie et promeut le Nouveau partenariat pour le développement de l'Afrique (NEPAD), projet panafricain visant à faire entrer l'Afrique dans le commerce mondial et à se libérer de l'assistanat. Mais il s'isole diplomatiquement, en se positionnant contre l'avis de l'Union africaine concernant la crise libyenne, tandis que les principaux partenaires du Sénégal, les États-Unis et la France, critiquent son attachement au pouvoir.
En septembre 2009, le président Wade remet une valise contenant 100 000 euros et 50 000 dollars en liquide à Alex Segura, représentant du Fonds monétaire international au Sénégal. L'affaire est perçue comme une volonté de Wade de nuire à Alex Segura en le présentant comme corrompu,.
À partir de la fin 2011, plusieurs mouvements sociaux se forment, dans le secteur médical, celui des transports et dans l'éducation nationale. Critiqué à Dakar, en particulier par la jeunesse, mais conservant en partie sa popularité dans les campagnes, Abdoulaye Wade est investi, le 23 décembre 2011, candidat du Parti démocratique sénégalais à l'élection présidentielle de 2012. Il a alors 85 ans. Malgré la contestation de l'opposition politique et civile, réunie au sein du M23 (« Mouvement du 23 juin », en référence aux manifestations de juin 2011), pour laquelle cette nouvelle candidature est inconstitutionnelle du fait qu'il a déjà effectué deux mandats, la présence au scrutin présidentiel de Wade est validée par le Conseil constitutionnel le 27 janvier 2012, contrairement à celle de Youssou N'Dour. Comme craint par les observateurs, cette annonce entraîne des affrontements violents jusqu'à la fin de la campagne électorale qui font au moins six morts. À l'issue du premier tour, lors duquel il vote sous les huées d'opposants, il arrive en tête avec 34,81 % des suffrages exprimés, mis en ballotage par son ancien Premier ministre, Macky Sall, alors qu'il espère une large victoire dès le premier tour. Il est battu le 25 mars 2012 par Macky Sall, qui recueille 65,80 % des voix. Wade félicite le vainqueur au soir du second tour et quitte ses fonctions présidentielles le 2 avril 2012.

### Après la présidence
Abdoulaye Wade soutient son parti, le PDS, aux élections législatives de 2012.
Il quitte le Sénégal en 2012 pour s'installer à Versailles, ville huppée proche de Paris et où il compte trois résidences.
En 2017, Wade est tête de liste de la « Coalition gagnante Wattu Senegaal » à laquelle appartient le PDS, pour les élections législatives de juillet. Il revient au Sénégal le 10 juillet,. Plusieurs politologues jugent que si Wade veut revenir au pouvoir, c'est pour faire voter une loi d'amnistie pour son fils Karim. La coalition est toutefois perdante, obtenant 17 % des voix et 19 sièges alors que la coalition menée par le Premier ministre Mahammed Dionne et qui soutient le président Macky Sall obtient 125 des 165 sièges à l'Assemblée. Élu député, il démissionne le 14 septembre 2017. Wade repart alors en France.
Il revient une nouvelle fois au Sénégal le 7 février 2019 pour faire campagne pour le boycott de l'élection présidentielle ayant lieu ce mois-ci à laquelle son fils Karim ne peut participer et pour laquelle Macky Sall est annoncé vainqueur. Sa campagne reçoit peu de soutien. Macky Sall est réélu dès le premier tour et le taux de participation (58,27 %) est même plus élevé de 12 points que lors de la précédente élection présidentielle,.
En octobre 2019, Abdoulaye Wade et le chef de l'État Macky Sall souhaitent sceller leur réconciliation en se rencontrant au palais présidentiel. Ce réchauffement des relations qui avait débuté lors de l'inauguration de la mosquée Massalikul Jinaan à Dakar en septembre 2019.
Pour les élections locales de 2022, les Wade et le PDS rejoignent une grande alliance de l'opposition avec en particulier le Pastef d'Ousmane Sonko et Taxawu Senegaal de Khalifa Sall. Abdoulaye Wade décide toutefois de quitter rapidement cette coalition en septembre 2021 et de recréer une coalition (Wallu Sénégal) qui rassemble à peu près les mêmes partis que la coalition gagnante Manko Wattu (en) formée pour les élections législatives de 2017,,,. Ces élections locales sont un échec pour le PDS qui n'arrive pas à s'imposer et se trouve marginalisé alors que dans le même temps, la coalition menée par Ousmane Sonko et Khalifa Sall s'impose dans des villes importantes (Dakar, Ziguinchor, Kaolack).

## Vie privée
Abdoulaye Wade est marié à une Française, Viviane Vert. Le couple a deux enfants : Karim (1968) et Sindiély (1972).
Sa fille Sindiély, assistante spéciale du chef de l'État, a participé au rallye Paris-Dakar en 2005 en tant que pilote automobile.
Son fils Karim, ancien président de l'Agence nationale pour l'Organisation de la conférence islamique, fait ses premiers pas dans un gouvernement en étant nommé, le 1er mai 2009, ministre d'État chargé de la Coopération internationale, de l'Aménagement du territoire, des Transports aériens et des Infrastructures. En 2015, il est condamné pour enrichissement illicite.
Wade est également l'oncle de Doudou Wade, président du groupe parlementaire de la majorité.
Wade est très proche de la confrérie mouride. Au début des années 2000, il fait don d'un terrain de 5,8 hectares à Dakar pour l'érection de la mosquée Massalikul Jinaan, une immense mosquée mouride.

## Distinctions et décorations
- Grand-croix de l'ordre national du Lion du Sénégal (2000)[N 3]
- Grand-croix de l'ordre du Mérite (2000)[N 4],[56]
- Grand-croix de l'ordre de Saint-Charles (2009)[57] (Monaco)
- Grand officier de la Légion d'honneur (France)[58]
- Collier de l'ordre de Zayed (Émirats arabes unis)[59]

En juillet 2003, il a reçu la médaille d'or Henry Sylvester William (premier intellectuel noir à imaginer un mouvement panafricain) pour la renaissance africaine (Trinidad et Tabago).
L'Académie royale de l'université de Rabat (Maroc) a élevé le président Abdoulaye Wade au rang de docteur honoris causa.
Il a été également fait docteur honoris causa de l'université Mohammed V de Rabat. Titre accordé pour la première fois à une personnalité étrangère.
Le 21 octobre 2002, Abdoulaye Wade est fait docteur honoris causa de l'université d'Auvergne sur invitation de Patrick Guillaumont, président du Centre d'études et de recherches sur le développement international,.
Le 13 juin 2005, la distinction « Don de la Terre » est remise au Sénégal, elle illustre à quel point le chef de l'État, Abdoulaye Wade, est engagé sur tous les aspects liés à l'environnement et à l'humanité tout entière pour le bien-être des populations dans le monde. Il a reçu cette distinction de Claude Martin, Directeur général du Fonds mondial pour la nature (WWF).
Le 16 mai 2006, Kōichirō Matsuura, directeur général de l'UNESCO, et Henry Kissinger, ancien secrétaire d'État américain et prix Nobel de la paix, ont remis au siège de l'Organisation le prix Félix Houphouët-Boigny pour la recherche de la paix 2005 à Abdoulaye Wade. La cérémonie s'est déroulée en présence de plusieurs chefs d'État : Jacques Chirac (France), Teodoro Obiang Nguema Mbasogo (Guinée équatoriale), Olusegun Obasanjo (Nigeria), Mamadou Tandja (Niger), Marc Ravalomanana (Madagascar), Amadou Toumani Touré (Mali), João Bernardo Vieira (Guinée-Bissau), Jakaya Kikwete (Tanzanie). D'autres personnalités politiques étaient également présentes, notamment Abdou Diouf, secrétaire général de l'Organisation internationale de la francophonie et ancien président du Sénégal, et Henri Konan Bédié, ancien président de la Côte d'Ivoire, tous deux parrains du prix, le secrétaire général de la Ligue des États arabes, Amr Moussa, et le ministre espagnol des Affaires étrangères, Miguel Ángel Moratinos.
Le 17 mai 2006 à Genève, le prix mondial de la Société de l'information est décerné à Abdoulaye Wade, et à Tim Berners-Lee, l'inventeur du web. Il est remis à l'occasion de la Journée internationale des télécommunications.
Aboulaye Wade reçoit une distinction à l'occasion de la 37e édition de la Foire internationale de l'artisanat et de la culture d'Indiana dénommée Indiana Black Expo.
Abdoulaye Wade est élevé au rang de Citoyen d'honneur de la ville de Lyon et a reçu le titre docteur honoris causa de l'Université de Lyon le 19 mars 2005. Il est également docteur honoris causa de l'université de Franche-Comté.
Le 24 juin 2008, Abdoulaye Wade, président de la république du Sénégal, obtient le prix international des communications de l'université Paris-Dauphine.
Le 30 mars 2009, Abdoulaye Wade reçoit le titre de docteur honoris causa de la faculté de droit de Montpellier.
Le Stade olympique de Diamniadio, inauguré en février 2022, porte son nom.

## Publications
- Appel à la nation, Parti démocratique sénégalais, Dakar, 1985 ?, 16 p.
- La doctrine économique du mouridisme, L'Interafricaine d'éditions, Dakar, 1970, 35 p. (d'abord publié dans les Annales de la Faculté de Droit et de Sciences Économiques de l'Université de Dakar en 1968).
- Économie de l'Ouest africain (zone franc) : unité et croissance, Présence africaine, Paris, 1964, 371 p. (thèse publiée).
- Quel avenir pour le Sénégal ? : la réponse du PDS, Parti démocratique sénégalais, Dakar, 1987, 29 p. (discours d'ouverture à la Convention nationale du PDS, Dakar, 15-17 janvier 1987).
- Un destin pour l'Afrique, Karthala, Paris, 1989, 190 p.  (ISBN 978-2-86537-231-7) (avec l'Hymne de l'Afrique, chant et paroles de Abdoulaye Wade, p. 185-188).
- Les Mathématiques de l'analyse économique moderne, Economica, 2007, 849 p.  (ISBN 978-2-7178-5095-6).
- Une vie pour l'Afrique : Entretiens avec Jean-Marc Kalflèche et Gilles Delafon, Neuilly-sur-Seine, Michel Lafon, 2008, 333 p. (ISBN 978-2-7499-0503-7)[70].